# Hakha
Hakha er hovedstaden i Chin, en vestlig region af Burma. Hakha har omkring 20.000 indbyggere. Byen er placeret i den nordøstlige del af Chin, 1.829 meter over havets overflade.
22°38′34″N 93°36′35″Ø / 22.6427551°N 93.6096217°Ø